# Montecerboli
Montecerboli is een plaats (frazione) in de Italiaanse gemeente Pomarance.